# Chirbat al-Faras (Ar-Rakka)
Chirbat al-Faras – wieś w Syrii, w muhafazie Ar-Rakka. W 2004 roku liczyła 608 mieszkańców.